# Карангола
Карангола (порт. Carangola)  —  муниципалитет в Бразилии, входит в штат Минас-Жерайс. Составная часть микрорегиона Муриаэ, входящего в мезорегион Зона-да-Мата. Население составляет 32 586 человек на 2006 год. Занимает площадь 352,51 км². Плотность населения — 92,4 чел./км².

## История
Город основан 7 января 1882 года.
В последней четверти XX века были обустроены и в настоящее время успешно функционируют кампусы Университета штата Минас-Жерайс — третьего по величине ВУЗа штата.

## Статистика
- Валовой внутренний продукт на 2003 год составляет 111 502 071,00 реалов (данные: Бразильский институт географии и статистики).
- Валовой внутренний продукт на душу населения на 2003 год составляет 3454,11 реалов (данные: Бразильский институт географии и статистики).
- Индекс развития человеческого потенциала на 2000 год составляет 0,783 (данные: Программа развития ООН).

## Известные жители
- Мария Гомес Валентин